# Сьюзен Кер
Сьюзен Кер (англ. Susan Kare; народилась 5 лютого 1954, Ітака (Нью-Йорк)) — американська художниця та графічна дизайнер, автор багатьох елементів інтерфейсу Apple Macintosh, Windows, OS/2 у 1980-тих та шрифтів для першого персонального комп'ютера Apple Macintosh у 1983-1986 рр.. Спіробітниця №10 і креативна директор NeXT Computer, компанії, заснованої Стівом Джобсом після того, як він залишив Apple у 1985 році. Консультант з дизайну для Microsoft, IBM, Sony Pictures, Facebook та Pinterest. Станом на 2023 рік Кер була співробітницею Niantic Labs. Як піонер піксельного мистецтва та графічного комп'ютерного інтерфейсу, вона була відзначена як одна з найвизначніших дизайнерів сучасних технологій.

## Життєпис

### Раннє життя та освіта
Народилася у 1954 році в Ітаці, штат Нью-Йорк. Її батько був професором Пенсильванського університету та директором Центру хімічних відчуттів Монелла, дослідницького центру смаку та нюху. Мати навчила її вишивати лічильною гладдю, а сама вона занурювалася в малюнки, картини та рукоділля. Має брата, астрофізика та інженера Джордіна Кера. Здобула ступінь бакалавра мистецтв з відзнакою у Коледжі Маунт-Холіок у 1975 році і PhD з образотворчого мистецтва у Нью-Йоркському університеті в 1978 році після захисту дисертації "Використання карикатури у вибраних скульптурах Оноре Дом'є та Класа Ольденбурга". Її метою було "бути або художником, або викладачем".

### Кар'єра

#### Рання
Кар'єра Сьюзен Кер завжди була зосереджена на образотворчому мистецтві. Кілька літніх місяців у старших класах вона стажувалася в Інституті Франкліна у дизайнера Гаррі Лукса, який познайомив її з типографікою та графічним дизайном, поки вона займалася фотонабором зі "смужками шрифту для етикеток у темній кімнаті на фотонабірному апараті". Оскільки вона не відвідувала художню школу, вона здобула свій досвід і портфоліо, виконуючи багато графічних робіт на громадських засадах, таких як дизайн плакатів і брошур у коледжі, святкових листівок і запрошень. Після захисту докторської дисертації, вона переїхала до Сан-Франциско, щоб працювати в Музеї образотворчих мистецтв Сан-Франциско (FAMSF) як скульптор  і час від часу куратор . Пізніше вона згадувала, що її "ідеальним життям було б займатися мистецтвом повний робочий день, але займатись скульптурою було занадто самотньо".

#### Apple

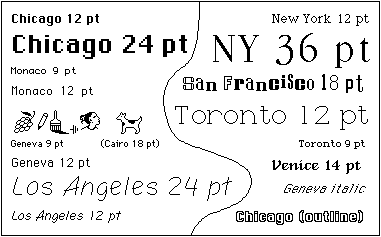
Шрифти для Mac, розроблені бл. 1983-84 рр. Сьюзен Кер

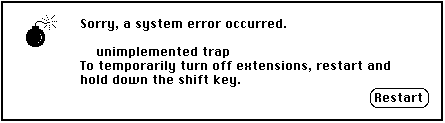
Іконка бомбочки, яку Сьюзен Кер розробила для системного повідомлення про помилку Mac OS 7

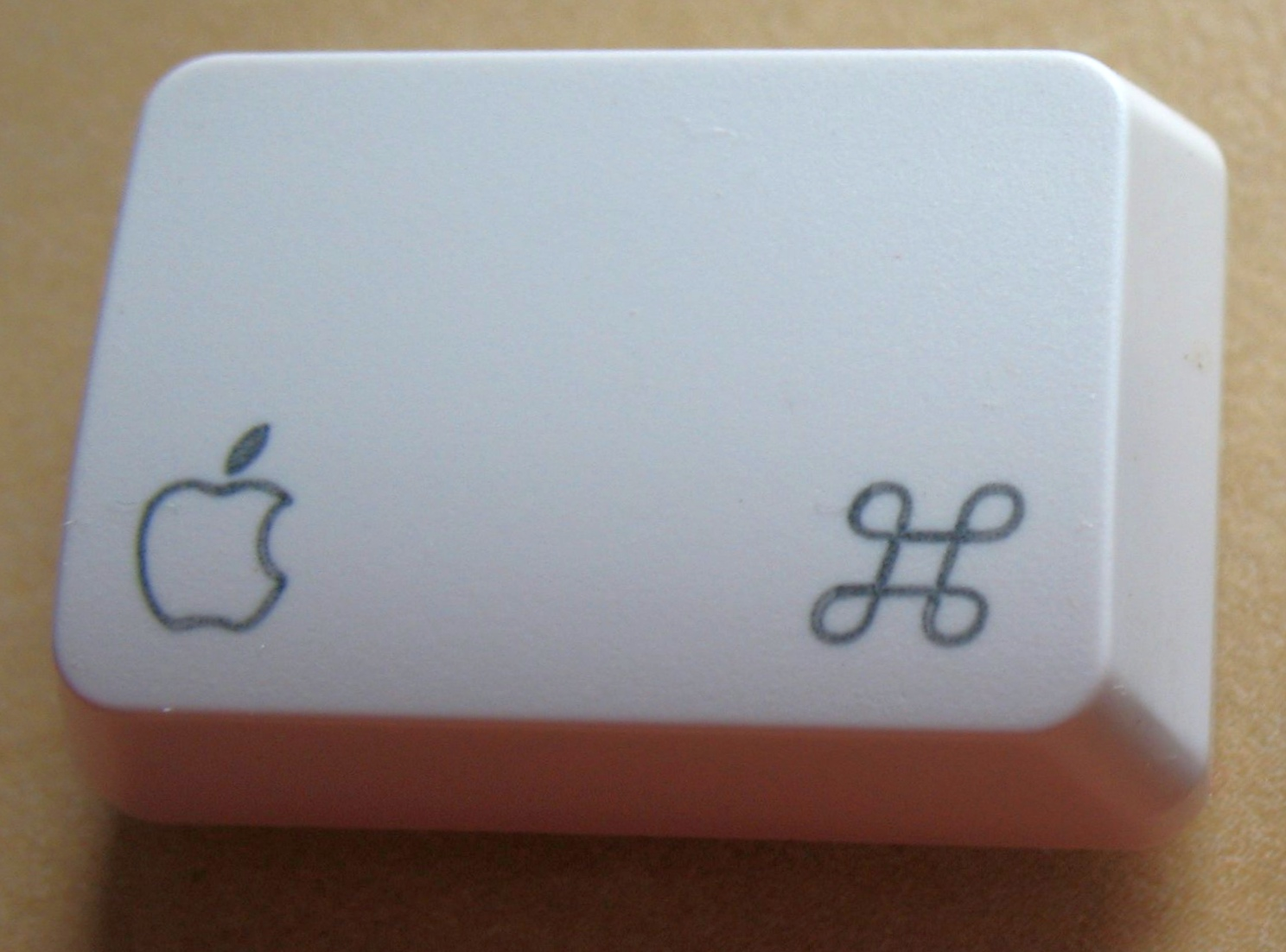
Кнопка Command

У 1982 році Кер зварювала скульптуру кабана в натуральну величину на замовлення музею в Арканзасі, коли їй зателефонував шкільний друг Енді Герцфельд. В обмін на комп'ютер Apple II він попросив її намалювати від руки кілька іконок та елементів шрифту, щоб надихнути на створення майбутнього комп'ютера Macintosh. Однак вона не мала досвіду в комп'ютерній графіці і "не знала нічого про дизайн шрифтів" або піксельну графіку, тому вона значною мірою спиралася на свій досвід в образотворчому мистецтві - мозаїці, вишивці та пуантилізмі. Він запропонував їй купити зошит у клітинку вартістю 2,50 доларів США з найдрібнішого ватману, який вона змогла знайти в Університетському художньому магазині в Пало-Альто, і створити кілька зображень його програмних команд і додатків розміром 32 × 32 пікселі, що включало піктограму ножиць для команди "вирізати", палець для "вставити" та пензлик для MacPaint. Змушена фактично приєднатися до команди на фіксовану неповну зайнятість, вона пройшла співбесіду "абсолютно зеленою", але безстрашною, принісши різноманітні книги з типографіки з публічної бібліотеки Пало-Альто, щоб продемонструвати свою зацікавленість , разом зі своїм добре підготовленим блокнотом. Вона "блискуче" пройшла співбесіду  і була прийнята на роботу в січні 1983 року з бейджем № 3978. На її візитках було написано "HI Macintosh Artist".
Як комп'ютерний новачок на цільовому ринку Macintosh, вона легко освоїла прототип Macintosh на базі Twiggy, який "здавався магічним стрибком уперед" для художнього дизайну. Вона віддала йому перевагу перед Apple II і була вражена та захоплена дизайнерськими можливостями комп'ютерного екрану, які дозволяли скасовувати, переробляти та повторювати іконку чи форму літер, одночасно бачачи її у збільшеному та 100% цільовому розмірах. Вона одразу ж почала використовувати існуючі елементарні графічні інструменти та програми Білла Аткінсона, щоб вмикати та вимикати пікселі та перетворювати отримані зображення у шістнадцяткові коди для введення з клавіатури. Більш досконалі графічні інструменти були написані для неї Герцфельдом, і вона прикрасила користувальницький інтерфейс флагманської програми MacPaint, поки програмісти допрацьовували його, щоб він став її основним інструментом. Вона зробила свій внесок у формування ідентичності Macintosh і розробила способи зробити машину людяною, інтуїтивно зрозумілою, близькою і привабливою.
Її чудернацька особистість влилася в продукт і мала важливе значення для культури та знань команди перших розробників Macintosh, що заразливо розвивалась. Вона приголомшила колектив досвідчених піксельних художників та інженерів своїми несподівано індивідуальними зображеннями їхніх портретів у стандартній монохромній роздільній здатності іконок Mac 32 × 32 пікселі. Вона та Стів Кеппс пошили піратський прапор Веселого Роджера з райдужними окулярами з логотипом Apple, що стали хрестильним брендом нової штаб-квартири Macintosh у Брандлі 3, втіливши ідею Стіва Джобса: "Краще бути піратом, аніж служити у ВМС". Працюючи як єдиний графічний дизайнер у різноманітній та згуртованій команді програмістів з Герцфельдом як головним замовником, вона годинами і днями розробляла багатий вибір графіки для консенсусного циклу зворотного зв'язку для кожного елемента графічного інтерфейсу. Джобс особисто затверджував кожну з її основних іконок робочого столу. Кер брала активну участь у маркетинговій кампанії перед випуском Macintosh у 1983 році, позуючи для фотосесій у журналах, з'являючись у телевізійній рекламі та демонструючи Mac на телевізійних ток-шоу
Лише за рік вона розробила основну візуальну мову дизайну оригінального комп'ютера Macintosh, який був представлений у січні 1984 року. Сюди входять оригінальні маркетингові матеріали та безліч гарнітур і піктограм, деякі з яких були запатентовані. Як цілісна платформа, ці дизайни складають першу візуальну мову для ідентичності Macintosh і для першопрохідців Apple в області комп'ютерних обчислень з графічним інтерфейсом користувача (GUI).
Вона вдосконалила існуючу іконографію Apple та метафори робочого столу, запозичені з попередника Macintosh, комп'ютера Lisa, такі як сміттєвий бак, іконка паперу із загнутими кутами та двотавровий курсор. Вона розробила практику асоціювання унікальних піктограм документів з програмами, що їх створили. Елементи графічного інтерфейсу команди, такі як Lasso, Grabber та Paint Bucket, стали універсальними елементами комп'ютерних технологій. Серед її оригінальних культових класичних іконок - Clarus the Dogcow у діалоговому вікні друку, іконка Happy Mac - усміхнений комп'ютер, який вітає користувачів під час запуску системи, та символ клавіші Command на клавіатурах Apple. Поділяючи пристрасть Стіва Джобса до каліграфії, вона розробила першу у світі сім'ю цифрових шрифтів із пропорційними інтервалами , включаючи Chicago і Женева, а також моноширинний шрифт Monaco. Chicago - її перший шрифт, створений спеціально для загальносистемного використання в меню та діалогах; він має сміливий вертикальний вигляд, спочатку названий Elefont, в якому Кер втілила ідею Джобса про змінний інтервал, де кожен символ може мати унікальну ширину пікселів, яка йому потрібна, щоб відрізнити комп'ютер від друкарської машинки з моноширинним інтервалом. Cairo - це набір піктограм у вигляді шрифту для поєднання графіки безпосередньо з текстом, на кшталт "прото-смайликів".
Вона стала креативним директором в Apple Creative Services, працюючи під керівництвом директора департаменту Тома Суйтера, "в той час, коли здавалося, що основна розробка Mac закінчилася".
Журнал Smithsonian Magazine підсумовує її новаторську роботу над Macintosh: "Це був напружений час з невимовним тиском, пов'язаним із запуском нового продукту, який вимагав незліченних годин роботи, переробок і ще раз роботи, щоб зробити все правильно". Кер згадувала привілей бути безпосередньо навченою інженерами, як збирається раннє програмне забезпечення: "Мені подобалося працювати над цим проектом - я завжди відчувала, що мені пощастило бути нетехнічною людиною в групі розробників програмного забезпечення. Я була вражена можливістю співпрацювати з такими креативними, здібними та відданими інженерами. Відтоді мій "баланс між роботою та особистим життям" покращився.

#### Після Apple
У 1986 році Кер пішла з Apple слідом за Стівом Джобсом, щоб заснувати компанію NeXT, Inc. як креативний директор і 10-й співробітник. Вона познайомила Джобса зі своїм кумиром у сфері дизайну Полом Рендом і найняла його для розробки логотипу та фірмового стилю NeXT, захоплюючись його точністю і впевненістю в собі. Вона створювала і переробляла слайд-шоу відповідно до вимог Джобса, які він висував в останню хвилину.
Вона зрозуміла, що хоче "повернутися до растрових зображень", тому покинула NeXT і стала незалежним дизайнером з клієнтською базою, серед яких були гіганти графічних обчислень Microsoft, IBM, Sony Pictures, Motorola, General Magic та Intel. Серед її проектів для Microsoft - колода карт для гри в пасьянс Windows 3.0, яка навчила перших користувачів комп'ютерів користуватися мишею для перетягування об'єктів на екрані. У 1987 році вона розробила шпалери в стилі "бароко", численні інші іконки та елементи дизайну для Windows 3.0, використовуючи ізометричне 3D і 16 розмитих кольорів. Багато з її іконок, таких як іконки для Блокнота і різних панелей керування, залишалися практично незмінними для Microsoft аж до Windows XP. Для IBM вона створила смугасті ізометричні растрові іконки та елементи дизайну для OS/2. Для General Magic вона створила карикатуру Magic Cap's "impish" на робочий стіл батька. Вона була партнером-засновником Susan Kare LLP у 1989 році. Для Eazel вона возз'єдналася з багатьма членами колишньої команди Macintosh і зробила свій внесок в іконографію файлового менеджера Nautilus, який компанія назавжди передала у вільне користування для громадськості
У 2003 році вона стала членом консультативної ради Glam Media, яка зараз називається Mode Media. У 2003 році вона була рекомендована Ненсі Пелосі як одне з чотирьох призначень до Консультативного комітету громадянського карбування для розробки монет для Монетного двору Сполучених Штатів.
Між 2006 і 2010 роками вона створила сотні іконок розміром 64 × 64 пікселів для функції віртуальних подарунків Facebook. Спочатку прибуток від продажу подарунків передавався до фонду Susan G. Komen for the Cure до Дня Святого Валентина 2007 року. Одна з іконок під назвою "Великий поцілунок" присутня в деяких версіях Mac OS X зображенням облікового запису користувача.
У 2007 році вона розробила айдентику, іконки та веб-сайт для компанії Chumby Industries, Inc., а також інтерфейс для її будильника з можливістю підключення до Інтернету.
З 2008 року  магазин Музею сучасного мистецтва (MoMA) у Нью-Йорку продає канцелярське приладдя та блокноти з її дизайном.
У 2015 році MoMA придбав її блокноти з ескізами для оригінального інтерфейсу користувача Macintosh.
У серпні 2012 року її викликали як свідка-експерта від Apple у справі про порушення патентів Apple Inc. проти Samsung Electronics Co..
У 2015 році Кер була найнята Pinterest на посаду керівника відділу дизайну продуктів, що стало її першою роботою в компанії за останні три десятиліття. Працюючи з менеджером з дизайну Бобом Бакслі, колишнім менеджером з дизайну оригінального інтернет-магазину Apple, вона порівнювала різноманітні корпоративні культури Pinterest та Apple початку 1980-х. У лютому 2021 року Кер стала архітектором дизайну в Niantic Labs. Станом на 2022 рік вона одночасно очолює практику цифрового дизайну в Сан-Франциско, а також продає лімітовані, підписані образотворчі принти.

### Філософія дизайну
Принципи дизайну Кер - це сенс, запам'ятовуваність і зрозумілість. Вона повторює пораду Пола Ренда: "Не намагайтеся бути оригінальними, просто намагайтеся бути хорошими". Вона зосереджується на простоті у створенні візуальних метафор для комп'ютерних команд. Розробляючи дизайн для найширшого кола користувачів, від новачків до експертів, вона вважає, що найбільш значущі іконки миттєво легко одночасно і зрозуміти, і запам'ятати. Вона казала, що "іконка є успішною, якщо ви змогли сказати комусь, що це таке, одного разу, і вони не забули цього". "Хороші ікони повинні функціонувати дещо подібно до дорожніх знаків - прості символи з невеликою кількістю зайвих деталей, що робить їх більш універсальними". Вона зазначає, що немає ніякого стимулу постійно модернізувати знак "Стоп". Використовуючи ту саму філософію в епоху піксельного мистецтва і не тільки, вона зробила "ставку на контекст і метафору", полюючи на вулицях Сан-Франциско в пошуках натхнення у "привабливих символах і формах". Коли вона застрягала на дизайні, вона черпала натхнення в книгах "Піктограми кандзі" (Kanji Pictograms) з її таблицею реального походження японських ієрогліфів і "Довідник символів" (Symbol Sourcebook), особливо в довіднику з графіті безхатченків.
Її першочерговим завданням щодо Macintosh було олюднити його, зробити його менш схожим на машину та надати йому "посмішку". Вона мала намір привнести "чуттєвість художника у світ, який був винятковою сферою інженерів та програмістів" і "сподівалася допомогти протистояти стереотипному образу комп'ютера як холодного та залякуючого". Її іконки для Macintosh були натхненні багатьма джерелами, такими як історія мистецтва, химерні гаджети, піратські легенди, японські логотипи та забуті ієрогліфи. На клавіатурі Mac її концепція командного символу була запозичена з хреста Святого Ганнеса - символу культурних пам'яток, який використовувався скандинавами 1960-х років, наприклад, у шведських кемпінгах.
Вона досягла успіхув підході до вирішення проблем в умовах суворих технологічних обмежень 1980-х років, спираючись на свій досвід образотворчого мистецтва в мозаїці, вишивці та пуантилізмі. Вважаючи 32 × 32 пікселі щедрими для ікон, ця імпровізована майстерність "своєрідного мінімального пуантилізму" зробила її раннім піонером піксельного мистецтва. Наприклад, її оригінальні шрифти обмежені розміром 9 × 7 пікселів на символ, але вона вирішила проблему типового нерівного вигляду існуючих моноширинних комп'ютерних шрифтів, використовуючи лише горизонтальні, вертикальні або 45-градусні лінії. Ветерани-дизайнери Apple раніше вважали, що неможливо передати індивідуальність і точність людського портрета розміром лише 32 × 32 пікселі, доки це не зробила Кер
З кінця 1980-х років вона використовує Adobe Photoshop та Adobe Illustrator, а саме сітчастий шаблон для імітації обмежень цільового пристрою та користувацького досвіду. Вона казала, що все ще віддає перевагу монохромній піксельній графіці розміром 16 × 16 пікселів.

### Визнання
Смітсонівський інститут назвав її мову дизайну "простою, елегантною та вигадливою". 2015 року Музей сучасного мистецтва виставив першу фізичну репрезентацію її іконографії, включно з оригінальним скетчбуком Grid, зазначивши: "Якщо комп'ютер Mac став таким революційним об'єктом - домашнім улюбленцем замість побутової техніки, іскрою для уяви замість простого робочого інструменту, - то це завдяки шрифтам та іконкам Сьюзен, які надали йому голос, індивідуальність, стиль і навіть почуття гумору. Кому вишневу бомбочку?" Її називали "новаторським і впливовим комп'ютерним іконописцем, [чиї іконки] передають свою функцію миттєво і незабутньо, з дотепністю і стилем". Американський інститут графічних мистецтв охарактеризував її стиль як "примхливий шарм і незалежну жилку" з "мистецькою спритністю рук" і нагородив її своєю медаллю у квітні 2018 р. У жовтні 2019 року Кер була нагороджена Національною премією в галузі дизайну за життєві досягнення від Національного музею дизайну Купер-Г'юїтта. У Міжнародний жіночий день 2018 року видання Medium відзначило Кер як технолога, який допоміг сформувати сучасний світ поряд з програмістом Адою Лавлейс, комп'ютерною науковицею Грейс Гоппер та астронавтом Мей Джемісон.
У 1997 році журнал I.D. опублікував список впливових дизайнерів I.D. Forty, до якого увійшли Кер та Стів Джобс. У жовтні 2001 року вона отримала нагороду Chrysler Design Award.

### Спадок
Сьюзен Кер вважається піонером піксельного мистецтва та графічного інтерфейсу користувача, провівши три десятиліття своєї кар'єри "на вершині людино-машинної взаємодії".
Протягом спільного створення оригінального комп'ютера Macintosh та документації до нього вона розробила візуальну мову для новаторських графічних обчислень Apple. Серед її найвідоміших і найтриваліших робіт в Apple - перша у світі сім'я цифрових шрифтів з пропорційними інтервалами: Chicago, Geneva і Monaco, а також незліченна кількість іконок і компонентів інтерфейсу, таких як Lasso, Grabber і Paint Bucket. Chicago - найвідоміший шрифт користувацького інтерфейсу, який можна побачити в класичних інтерфейсах Mac OS, починаючи з System 1 у 1984 році і закінчуючи Mac OS 9 у 1999 році, а також у перших чотирьох поколіннях інтерфейсу для плеєра iPod. Ця сукупна робота стала ключовою у перетворенні Macintosh на одну з найуспішніших і найфундаментальніших обчислювальних платформ усіх часів і народів. Нащадки її новаторської роботи в Apple у 1980-х роках повсюдно зустрічаються в комп'ютерній та друкованій індустрії.
Протягом десятиліть вона поширювала цю практику візуальної мови по всій індустрії через таких гігантів, як Microsoft Windows, IBM OS/2, Facebook і Pinterest.
Її портфоліо ікон було представлено у вигляді фізичних відбитків у Національному музеї американської історії, Музеї сучасного мистецтва (MoMA), Музеї сучасного мистецтва Сан-Франциско та Музеї природничої історії та науки Нью-Мексико. Її роботи є культовими, а великі друковані версії її цифрового портфоліо продаються приватно і в MoMA

## Особисте життя
Була одружена з Джеєм Танненбаумом. Їхній шлюб було розірвано у 2011 році. Від нього вона має трьох синів. Її брат Джордін Кер був аерокосмічним інженером.